# Civil law

Mappa dei sistemi giuridici del mondo

Il civil law (in italiano detto anche diritto continentale o diritto romano-germanico) è un modello di ordinamento giuridico derivante dal diritto romano, oggi dominante a livello mondiale. Spesso è contrapposta ai modelli di common law dei paesi anglofoni. I sistemi di diritto romano-germanico si sono sviluppati dapprima nell'Europa continentale e poi, in moltissimi stati del pianeta, all'interno della cornice dottrinaria del diritto romano-giustinianeo.
Storicamente, è l'insieme dei concetti e dei sistemi derivati in ultima analisi dal Codice di Giustiniano, ma fortemente influenzati dalle consuetudini del diritto napoleonico, germanico, canonico, feudale e locale, nonché da correnti dottrinarie quali il giusnaturalismo, la codificazione e il positivismo giuridico. Concettualmente, procede per astrazioni, formula principi generali e distingue le norme sostanziali da quelle procedurali. Esso considera il diritto giurisprudenziale secondario e subordinato al diritto legislativo. La caratteristica fondamentale di tali sistemi è che essi usano codici con testi brevi che tendono a evitare scenari fattuali specifici.

## Storia
Trae la sua principale ispirazione dal diritto romano classico (ca. 1–250 d.C.), e in particolare dal diritto giustinianeo (VI secolo d.C.), con ulteriori espansioni e sviluppi nel tardo Medioevo sotto l'influenza del diritto canonico. Le dottrine del Codice giustinianeo fornivano un sofisticato modello per contratti, regole di procedura, diritto di famiglia, testamenti e un forte sistema costituzionale monarchico. Il diritto romano fu ricevuto in maniera diversa nei diversi paesi. In alcuni entrò in vigore su vasta scala mediante atti legislativi, ossia divenne diritto positivo, mentre in altri si diffuse nella società ad opera di esperti e studiosi di diritto sempre più influenti.
Il diritto romano continuò senza interruzione nell'Impero bizantino fino alla sua definitiva caduta nel XV secolo. Tuttavia, poiché esso fu soggetto a molteplici incursioni e occupazioni da parte delle potenze europee occidentali nel periodo tardo medievale, le sue leggi divennero ampiamente conosciute e disponibili anche in Occidente. Esso fu ricevuto inizialmente nel Sacro Romano Impero, in parte perché fu considerato diritto imperiale, e si diffuse in Europa principalmente perché i suoi studenti erano i soli avvocati formati. Esso divenne la base del diritto di Scozia, benché in parte in competizione con il diritto normanno ricevuto di tipo feudale. In Inghilterra, il diritto romano fu insegnato accademicamente a Oxford e Cambridge, ma diede origine solo al diritto successorio e matrimoniale (per quanto entrambi furono ereditati dal diritto canonico), e al diritto marittimo (adattato dalla lex mercatoria attraverso il commercio con Bordeaux).
Conseguentemente, nessuna delle due correnti romanistiche dominava completamente in Europa. Il diritto romano era una fonte secondaria che si applicava soltanto quando si trovava che le consuetudini e le leggi erano carenti su un certo tema. Tuttavia, dopo un certo tempo, anche il diritto locale cominciò a essere interpretato e valutato sulla base del diritto romano (essendo esso una sorta di comune tradizione giuridica europea), con ciò influenzando a sua volta la principale fonte del diritto. Alla fine, le opere dei glossatori e dei commentatori civilistici condussero allo sviluppo di un corpo comune del diritto e della scrittura sul diritto, di un linguaggio giuridico comune e di un metodo comune di insegnamento e di studio, tutti denominati ius commune o diritto comune in Europa, il che consolidò il diritto canonico e il diritto romano e, in qualche misura, il diritto feudale.
Un esempio eminente di codice di civil law fu il Codice napoleonico del 1804 che prende il nome dall'imperatore francese Napoleone. Il Codice comprende tre sezioni: diritto delle persone, diritto di proprietà e diritto commerciale. Piuttosto che un compendio di leggi scritte o una rassegna di giurisprudenza, il Codice enuncia principi generali come norme giuridiche.

## Caratteristiche

### Tratti principali
La loro caratteristica precipua è che i loro principi fondanti sono codificati in un sistema di riferimento che funge da fonte primaria della legge. Tale impostazione si contrappone a quella dei sistemi di common law, la cui cornice dottrinaria si basa sul diritto giurisprudenziale che dà forza vincolante a provvedimenti giurisdizionali (generalmente sentenze) pronunciate in passato da un giudice nel corso di un processo, su fattispecie identiche o analoghe a quella in esame, in base al principio che sia iniquo trattare fatti simili in modo diverso in occasioni diverse (dottrina del precedente giudiziario o stare decisis).
Sono basati su un ruolo importante della dottrina giuridica e dell'operato dei giuristi e su un sistema di codici (aggregato omogeneo di leggi e norme), i quali adottano categorie giuridiche simili a quelle del diritto romano la cui fonte di legittimazione si consustanzia essenzialmente nella legislazione codificata.
Lo scopo della codificazione è di fornire a tutti i cittadini le consuetudini e la raccolta scritta delle leggi che si applicano loro e che i giudici devono seguire. È il sistema giuridico più diffuso al mondo, in vigore in varie forme in circa 150 paesi, e attinge fortemente al diritto romano, presumibilmente il più intricato ordinamento giuridico conosciuto risalente a prima dell'era moderna.
Dove esistono i codici, la fonte primaria della legge è il codice civile, che è una raccolta sistematica di articoli interrelati, disposti per materia in un qualche ordine predefinito, e che spiega i principi della legge, i diritti e i loro modi di acquisizione, e come funzionano i meccanismi giuridici fondamentali. I codici giuridici sono semplicemente leggi promulgate da un potere legislativo, anche se in generale hanno ampiezza molto maggiore di altre leggi. Gli altri principali ordinamenti giuridici nel mondo includono il common law, la halakhà, il diritto canonico e la sharia.
In dottrina si usa contrapporre correntemente la civil law ai sistemi anglosassoni detti di common law, ed è detto perciò anche "diritto continentale", sebbene vi siano alcune aree di mutua influenza sia sotto il profilo normativo che giurisprudenziale. A volte si parla anche di "diritto neoromano", "diritto romano-germanico" o, più in generale, di "famiglia dei sistemi romanisti". L'espressione civil law è la traduzione in lingua inglese del latino ius civile, ossia "diritto civile" o "diritto dei cittadini", che era il termine tardo imperiale usato dagli antichi Romani per indicare il loro sistema giuridico, in contrapposizione alle leggi che governavano i popoli conquistati (ius gentium o "diritto delle genti"); di qui il titolo del Codice giustinianeo, Corpus iuris civilis. I praticanti della civil law, tuttavia, si riferiscono tradizionalmente al loro sistema in senso ampio come ius commune, letteralmente ‘diritto comune’, che significa i principi generali del diritto contrapposti alle leggi peculiari di singoli settori.

### Il potere giudiziario
Per quanto riguarda il potere giudiziario, in questi sistemi il giudice deve attenersi, per quanto possibile, alla lettera della legge ed allo spirito del legislatore, sovrano in quanto direttamente eletto dal popolo. Diversamente dai sistemi di common law, infatti, le giurisdizioni di diritto romano-germanico trattano la giurisprudenza senza che alla stessa sia riconosciuto alcun valore vincolante di precedente. I tribunali generalmente decidono le cause usando le disposizioni codicistiche caso per caso, senza riferimento ad altre decisioni giudiziali (anche di livello superiore). Nella pratica concreta, tuttavia, anche nella giurisprudenza della civil law assumono sempre maggior peso i precedenti di altre pronunce giurisdizionali, come si vede generalmente nelle corti superiori di molte nazioni.

### La codificazione
Un'importante caratteristica comune della civil law, a parte le sue origini nel diritto romano, è la sua completa codificazione del diritto romano ricevuto, ossia la sua inclusione nei codici civili. La prima codificazione conosciuta è il Codice di Hammurabi, scritto nell'antica Babilonia durante il XVIII secolo a.C. Tuttavia, questo, e molti dei codici che seguirono, erano principalmente liste degli illeciti civili e penali e delle loro punizioni. La codificazione tipica dei moderni sistemi civilistici non apparve prima del Codice giustinianeo.
Codici germanici apparvero lungo il VI e VII secolo per delineare chiaramente il diritto in vigore per le classi germaniche privilegiate rispetto ai loro sudditi romani e regolamentare quelle leggi secondo il diritto popolare. In base al diritto feudale, furono compilate numerose raccolte di usi e consuetudini, prima sotto l'impero normanno (Très ancien coutumier, 1200–1245), poi altrove, per registrare le consuetudini e le decisioni dei tribunali feudali – e in seguito regionali – e i principi giuridici che ne costituivano il fondamento. Le raccolte di usi erano commissionate dai signori che presiedevano come giudici laici i tribunali feudali per informarsi del procedimento in tribunale. L'uso delle raccolte di città influenti divenne presto comune in grandi aree. In accordo con questo, certi monarchi consolidarono i loro regni tentando di compilare raccolte che servissero come legge ufficiale ("legge della terra") per i loro reami, come quando Carlo VII di Francia commissionò nel 1454 una raccolta di usi ufficiale della legge della Corona. Due esempi eminenti includono il Coutume de Paris (scritto nel 1510; rivisto nel 1580), che servì da base per il Codice napoleonico, e lo Specchio Sassone (ca. 1220) delle diocesi di Magdeburgo e Halberstadt, che fu utilizzato nella Germania settentrionale, in Polonia e nei Paesi Bassi.
Il concetto di codificazione fu ulteriormente sviluppato durante il XVII e il XVIII secolo, come espressione sia del giusnaturalismo sia delle idee dell'illuminismo. L'ideale politico di quell'epoca era espresso dai concetti di democrazia, di protezione della proprietà e del principio di legalità. Quell'ideale richiedeva la garanzia della certezza del diritto, attraverso la registrazione della legge e la sua uniformità. Così, la summenzionata mescolanza di diritto romano e di diritto consuetudinario e locale cessò di esistere, e si aprì la strada per la codificazione del diritto, che poteva contribuire agli scopi del suddetto ideale politico.
Un'altra ragione che contribuì alla codificazione fu che la nozione di Stato-nazione richiedeva la registrazione della legge che sarebbe stata applicabile in quello Stato.
Certamente, vi fu anche una reazione alla codificazione del diritto. I proponenti della codificazione ritenevano che avrebbe contribuito alla certezza, unità e registrazione sistematica della legge; mentre i suoi oppositori asserivano che la codificazione avrebbe prodotto come risultato l'ossificazione della legge.
Alla fine, malgrado qualsiasi resistenza, la codificazione del diritto privato europeo progredì. Le codificazioni furono completate dalla Danimarca (1687), dalla Svezia (1734), dalla Prussia (1794), dalla Francia (Codice napoleonico, 1804) e dall'Austria (Codice civile, 1811). I codici francesi furono importati nelle aree conquistate dall'imperatore Napoleone e in seguito adottati con modificazioni in Polonia (Ducato di Varsavia/Regno del Congresso; Kodeks cywilny, 1806/1825), Louisiana (1807), Cantone di Vaud (Svizzera; 1819), Paesi Bassi (Burgerlijk Wetboek, 1838), Italia e Romania (1865), Portogallo (1867) e Spagna (1888). La Germania (Bürgerliches Gesetzbuch, 1900) e la Svizzera (Codice civile, 1912) adottarono le proprie codificazioni. Queste codificazioni furono a loro volta importate nelle colonie una volta o l'altra dalla maggior parte di questi paesi. La versione svizzera fu adottata in Brasile (1916) e Turchia (1926).
Negli Stati Uniti, gli stati federali cominciarono la codificazione con il "Codice Field" di New York (1850), seguito dai Codici della California (1872), dai Revised Statutes federali (1874) e dall'attuale United States Code (1926).
Poiché la Germania era una potenza in ascesa alla fine del XIX secolo e il suo sistema giuridico era ben organizzato, quando molte nazioni asiatiche si stavano sviluppando, il Codice civile tedesco divenne la base per i sistemi giuridici del Giappone e della Corea del Sud. In Cina il Codice civile tedesco fu introdotto negli ultimi anni della dinastia Qing e formò la base del diritto della Repubblica di Cina, che rimane in vigore a Taiwan.
Alcuni autori ritengono che la civil law sia servita da fondamento per il diritto socialista usato nei paesi comunisti, che in questa visione sarebbe fondamentalmente la civil law con l'aggiunta di idee marxiste-leniniste. Anche se questo fosse vero, la civil law era generalmente il sistema giuridico in atto prima dell'ascesa del diritto socialista, e alcuni paesi dell'Europa orientale sono tornati alla civil law pre-socialista in seguito alla caduta del socialismo, mentre altri hanno continuato a usare i loro sistemi giuridici socialisti.
Parecchi meccanismi della civil-law sembrano presi in prestito dalla sharia e dal fiqh islamici medievali. Ad esempio, l'hawala islamico (hundi) è alla base dell’avallo del diritto italiano e dell'aval del diritto francese e spagnolo.

### Il ruolo della giurisprudenza
In effetti, nel corso dell'evoluzione del sistema, ha preso sempre maggiore autorevolezza la giurisprudenza, in particolare quella delle corti supreme: le decisioni di tali corti, pur tuttavia non avendo forza di legge (salvo nei casi specifici di rinvio dalle corti di impugnazione ai giudici dei gradi precedenti, i quali sono vincolati a rispettare il parere emesso dalla corte superiore) sono comunque utilizzate dai giudici di merito per formare le proprie sentenze in quanto le sentenze delle corti supreme fanno spesso riferimento a norme di ordine superiore quali, ad esempio, la Costituzione o trattati internazionali come quelli relativi ai diritti dell'uomo o ancora, ad esempio, le norme sovranazionali europee.
Esistono ovviamente differenze tra i vari paesi: mentre la tipica decisione delle corti supreme di lingua francese è breve, concisa e priva di spiegazione o giustificazione, nell'Europa germanica, le corti supreme possono e tendono a scrivere pareri più complessi e articolati sostenuti da argomentazioni giuridiche. Una serie di provvedimenti giurisdizionali simili, anche se non è di per sé un precedente, costituisce giurisprudenza costante o consolidata. Sebbene le giurisdizioni di civil law facciano scarso affidamento sulle decisioni dei tribunali, esse tendono a produrre un numero soverchiante di motivazioni. Tuttavia, questa situazione tende a essere incontrollata, in quanto non vi è alcuna prescrizione di legge che imponga di raccogliere o pubblicare tutte le sentenze in un massimario, tranne per i consigli di Stato e le corti costituzionali. Tutte le pubblicazioni di massime sono di solito non ufficiali o commerciali, ad eccezione delle corti superiori. Ad esempio, in Italia presso la Corte suprema di cassazione (come pure presso il Consiglio di Stato e la Corte dei conti) esiste un apposito ufficio, l'Ufficio del Massimario, che ha appunto il compito di "massimare" le sentenze pronunciate dalla Corte (ossia di trasporrle in massime). Il Massimario che raccoglie le massime contribuisce poi alla consolidazione della giurisprudenza della Corte e al più efficace esercizio della sua funzione nomofilattica.
Sul piano più pratico, comunque, salvo modifiche palesi nel comune sentire (il "consenso" popolare verso certe posizioni sociali o legali, si veda il lungo evolversi del comune sentire sul divorzio o sull'aborto) o nelle leggi emesse si ritiene che le corti "inferiori" per quanto comunque sottoposte solo alla legge debbano pur tuttavia continuare a conformarsi al parere già espresso da corti superiori - finché, appunto, non cambiano le posizioni di base sociali o legali.

## Differenze rispetto agli altri maggiori sistemi giuridici
La tabella sottostante contiene le diversità (e in alcuni casi le similarità) essenziali fra i quattro maggiori sistemi giuridici.
|                                   | Common law | Civil law | Diritto socialista                                                                                   | Legge islamica |
| --------------------------------- | --- | --- | --- | --- |
| Altri nomi                        | Angloamericano, inglese, giurisprudenziale, legislazione della magistratura | Continentale, romano-germanico | Sociale                                                                                              | diritto coranico, sharia |
| Fonte del diritto                 | Giurisprudenza, leggi scritte/legislazione | Leggi scritte/legislazione | Leggi scritte/legislazione                                                                           | Documenti religiosi, giurisprudenza |
| Avvocati                          | I giudici agiscono come arbitri imparziali; gli avvocati sono responsabili della presentazione dei casi | I giudici dominano i processi | I giudici dominano i processi                                                                        | Ruolo secondario |
| Requisiti dei giudici             | Avvocati esperti (nominati o eletti) | Giudici di carriera | Burocrati di carriera, membri del Partito                                                            | Formazione religiosa oltre che giuridica |
| Grado di indipendenza giudiziaria | Alto | Alto; magistratura separata dal ramo esecutivo e legislativo dello Stato | Molto limitato                                                                                       | Varia da molto limitato ad alto |
| Giurie                            | Fornite a livello di processi | Possono giudicare insieme ai giudici nelle fattispecie penali gravi | Spesso usate al livello più basso                                                                    | Permesse nella scuola di Maliki, non permesse in altre scuole |
| Ruolo della politica              | I tribunali partecipano al bilanciamento dei poteri | I tribunali hanno potere uguale ma separato | I tribunali sono subordinati al potere legislativo                                                   | I tribunali e gli altri rami delle Stato sono teoricamente subordinati alla sharia. In pratica, i tribunali storicamente hanno fatto la sharia, mentre oggi i tribunali religiosi sono generalmente subordinati all'esecutivo. |
| Esempi                            | Australia, Regno Unito (eccetto Scozia), India (eccetto Goa), Cipro, Nigeria, Irlanda, Singapore, Hong Kong, Stati Uniti d'America (eccetto Louisiana), Canada (eccetto Quebec), Nuova Zelanda, Pakistan, Malaysia, Bangladesh | Tutti gli stati dell'Unione europea (eccetto Irlanda e Cipro), Albania, tutti quelli dell'America Latina continentale (eccetto Guiana e Belize), Quebec, tutti quelli dell'Asia Orientale (eccetto Hong Kong), Congo, Azerbaigian, Kuwait, Iraq, Russia, Turchia, Egitto, Madagascar, Libano, Svizzera, Indonesia, Vietnam, Thailandia | Repubblica Popolare Cinese, Vietnam, Cuba e altri regimi comunisti (storicamente l'Unione Sovietica) | Molti paesi musulmani hanno adottato parti della Legge della sharia. Esempi includono Arabia Saudita, Afghanistan, Iran, EAU, Oman, Sudan, Malesia, Pakistan e Yemen.                                                          |

Come già detto, la civil law è contrapposta in primo luogo alla common law, che è il sistema giuridico sviluppatosi inizialmente in Inghilterra, e in seguito tra i popoli di lingua inglese del mondo. Malgrado le loro differenze, i due sistemi sono alquanto simili da un punto di vista storico. Entrambi si evolsero in modo quasi simile, benché con ritmi diversi. Il diritto romano sottostante alla civil law si sviluppò principalmente dal diritto consuetudinario che poi fu perfezionato con la giurisprudenza e la legislazione. Il diritto canonico perfezionò ulteriormente la procedura dei tribunali. Similmente, il diritto inglese si sviluppò dal diritto consuetudinario normanno e anglosassone, ulteriormente perfezionato dalla giurisprudenza e dalla legislazione. Le differenze naturalmente sono che (1) il diritto romano aveva cristallizzato molti dei suoi principi e meccanismi nella forma del Codice giustinianeo, che attingeva dalla giurisprudenza, dai commenti degli studiosi e dalle leggi senatoriali; e (2) la giurisprudenza della civil law ha un'autorià persuasiva, non vincolante come nel caso della common law.
La codificazione, tuttavia, non è affatto una caratteristica definitoria di un sistema di civil law. Per esempio, le leggi scritte che governano i sistemi di civil law della Svezia e degli altri paesi nordici o paesi romano-olandesi non sono raggruppate in codici più grandi, ampi come quelli che si trovano in Francia e Germania.

## Sottogruppi
Il termine civil law viene dalla dottrina giuridica inglese e si usa nei paesi di lingua inglese per riunire insieme tutti i sistemi giuridici della tradizione dello ius commune. Tuttavia, i comparativisti giuridici e gli economisti che promuovono la teoria delle origini giuridiche preferiscono suddividere le giurisdizioni di civil law in quattro gruppi distinti:
- Napoleonico: Francia, Italia, Paesi Bassi, Belgio, Albania, Lussemburgo, Spagna, Cile, Romania, Messico, Portorico e la maggior parte del mondo arabo quando non si usa la legge islamica. Le ex colonie includono Haiti, Senegal, Costa d'Avorio, Congo francese e Congo belga, Cambogia e le giurisdizioni miste Québec (Canada) e Louisiana (USA).
  - Il Codice civile cileno è un'opera originale del giurista e legislatore Andrés Bello. Tradizionalmente, il Codice napoleonico è stato considerato la principale fonte d'ispirazione per il Codice cileno. Tuttavia, questo è vero solo con riguardo al diritto delle obbligazioni e al diritto patrimoniale (eccetto per il principio di astrazione), mentre non è affatto vero nelle materie della famiglia e delle successioni. Questo codice fu adottato integralmente da Ecuador, El Salvador, Nicaragua, Honduras, Colombia, Panama e Venezuela (sebben solo per un anno). Secondo altri esperti latinoamericani del suo tempo, come Augusto Teixeira de Freitas (autore dell'Esboço de un Código Civil para Brasil) o Dalmacio Vélez Sársfield (principale autore del Codice civile argentino), esso è la più importante conquista giuridica dell'America Latina.
  - Il Camerun è un'ex colonia sia della Francia sia del Regno Unito e perciò è bi-giuridico/misto.
- Germanistico: Germania, Austria, Svizzera, Lettonia, Estonia, Repubblica Ceca, Lituania, Croazia, Ungheria, Serbia, Slovenia, Slovacchia, Bosnia-Erzegovina, Grecia, Brasile, Portogallo, altri paesi CPLP, Macao, ex territori portoghesi in India (Goa, Daman e Diu e Dadra e Nagar Haveli), Turchia, Giappone, Corea del Sud, Taiwan e Thailandia.
  - Il Sudafrica e lo Sri Lanka sono ex colonie dei Paesi Bassi pre-napoleonici e del Regno Unito e perciò bi-giuridici/misti.
- Nordico: Danimarca, Finlandia, Islanda, Norvegia e Svezia.
- Cinese continentale (eccetto Hong Kong): è una mescolanza di civil law e diritto socialista. Oggigiorno, le leggi cinesi continentali assorbono alcune caratteristiche del sistema di common law, specialmente quelle legate alle transazioni commerciali e internazionali. Hong Kong, sebbene parte della Cina, usa la common law. La Legge Fondamentale di Hong Kong assicura l'uso e lo status della common law a Hong Kong. Macao ha continuato ad avere in vigore un sistema giuridico portoghese.

Tuttavia, alcuni di questi sistemi giuridici si dicono spesso e più correttamente di natura ibrida:
- Influenza da napoleonica a germanistica

Il Codice civile italiano del 1942 sostituì quello originale del 1865, introducendo elementi germanistici anche a causa delle alleanze geopolitiche del tempo. Questo approccio è stato imitato da altri paesi compreso il Portogallo (1966), i Paesi Bassi (1992), il Brasile (2002) e l'Argentina (2014). La maggior parte di essi hanno innovazioni introdotte dalla legislazione italiana, compresa l'unificazione del codice civile e commerciale.
- Influenza da germanistica a napoleonica

Il Codice civile svizzero è considerato influenzato principalmente dal Codice civile tedesco e in parte dal Codice civile francese. Il codice civile della Repubblica di Turchia è una versione leggermente modificata del codice svizzero, adottato nel 1926 durante la presidenza di Mustafa Kemal Atatürk come parte delle progressive riforme e della secolarizzazione.
Alcuni sistemi di civil law non si adattano precisamente a questa tipologia, tuttavia. Il diritto polacco si sviluppò come una mescolanza della civil law francese e tedesca nel XIX secolo. Dopo la riunificazione della Polonia nel 1918, cinque sistemi giuridici (Codice napoleonico francese del Ducato di Varsavia, BGB tedesco della Polonia occidentale, ABGB austriaco della Polonia meridionale, diritto russo della Polonia orientale e diritto ungherese di Spisz e Orawa) furono fusi in uno solo. Similmente, il diritto olandese, sebbene originariamente codificato sotto la tradizione napoleonica, è stato profondamente alterato sotto l'influenza della tradizione nativa olandese del diritto romano-olandese (ancora in vigore nelle sue ex colonie). La tradizione di civil law della Scozia prese fortemente in prestito dal diritto romano-olandese. Il diritto svizzero è categorizzato come germanistico, ma è stato fortemente influenzato dalla tradizione napoleonica, con aggiunti anche alcuni elementi indigeni.
Il diritto privato della Louisiana è in primo luogo un sistema napoleonico. La Louisiana è l'unico stato degli Stati Uniti d'America basato parzialmente sul codice francese e sul diritto spagnolo e in definitiva sul diritto romano, in contrapposizione al common law inglese. In Louisiana, il diritto privato fu codificato nel Codice civile della Louisiana. L'attuale diritto della Louisiana, soprattutto nei suoi sviluppi più recenti, si è avvicinato considerevolmente al diritto americano, specialmente nel suo diritto pubblico, nel sistema giudiziario e nell'adozione dello Uniform Commercial Code (in sostanza, il commerciale in vigore negli Stati Uniti, eccetto l'Articolo 2) e in certi dispositivi giuridici della common law americano. Parimenti, il diritto del Québec, il cui diritto privato è similmente di origine civilistica francese, si è sviluppato lungo le stesse linee, esendosi adattato nello stesso modo della Louisiana al diritto pubblico e al sistema giudiziario del common law canadese. Per contrasto, il diritto privato del Quebec ha innovato principalmente da fonti civilistiche. In misura minore, altri stati precedentemente parte dell'Impero spagnolo come il Texas e la California, hanno conservato anche aspetti della civil law spagnola nel loro sistema giuridico, per esempio nella comunione dei beni. Il sistema giuridico di Portorico mostra le stesse tendenze che ha mostrato quello della Louisiana: l'applicazione di un codice civile le cui interpretazioni dipendono da entrambi i sistemi di civil e di common law. Poiché il Codice civile di Portorico è basato sul Codice civile spagnolo del 1889, la giurisprudenza disponibile ha teso ad affidarsi sulle innovazioni della common law a causa dell'età del codice e, in molti casi, della sua natura obsoleta.
Parecchi paesi islamici hanno sistemi di civil law che contengono elementi della sharia. Ad esempio, il Codice civile egiziano del 1810, che si sviluppò all'inizio del XIX secolo — che rimane in vigore in Egitto ed è la base per la civil law in molti paesi del mondo arabo dove questo è usato — è basato sul Codice napoleonico, ma il suo autore primario Abd El-Razzak El-Sanhuri tentò di integrare principi e caratteristiche della legge islamica per riguardo alle circostanze uniche della società egiziana.

## Nel mondo
I paesi che seguono la civil law possono essere divisi in:
- Quelli dove il diritto romano in qualche forma è ancora diritto vivente, ma non c'è stato un tentativo di creare un codice civile: Andorra e San Marino
- Quelli con sistemi misti non codificati nei quali la civil law è una fonte di autorità dottrinaria, ma è influente anche la common law: Scozia e ordinamenti di diritto romano-olandese (Sudafrica, Zambia, Zimbabwe, Sri Lanka e Guyana)
- Quelli con sistemi misti codificati nei quali la civil law è il diritto fondamentale, ma che hanno il loro diritto pubblico fortemente influenzato dalla common law: Porto Rico, Filippine, Québec e Louisiana
- Quelli con codici completi che superano un unico codice civile, come Spagna, Italia, Francia, Germania, Grecia, Giappone, Messico: è quest'ultima categoria che è considerata normalmente tipica dei sistemi di civil law, e che è discussa nel resto di questa voce.

I sistemi scandinavi hanno carattere ibrido in quanto il loro diritto fondamentale è un misto di civil law e di diritto consuetudinario scandinavo e sono stati parzialmente codificati. Parimenti, gli ordinamenti giuridici delle Isole del Canale (Jersey, Guernsey, Alderney, Sark) sono ibridi che mescolano diritto consuetudinario normanno e diritto civile francese.